# Prudential Tower
La Prudential Tower, también conocida como Prudential Building o, coloquialmente, The Pru, es un rascacielos situado en Boston, Massachusetts, Estados Unidos. El edificio, parte del complejo Prudential Center, es actualmente el segundo edificio más alto de Boston, detrás de la John Hancock Tower. La Prudential Tower fue diseñada por Charles Luckman and Associates para Prudential Insurance. Completado en 1964, el edificio tiene 749 pies (228 m) de altura, con 52 plantas. Contiene 1,2 millones de pies cuadrados (111.484 m²) de espacio de oficinas y comercios. Incluyendo su antena, la torre se clasifica como el edificio más alto de Boston y está empatado con otros como el 77.º más alto de Estados Unidos, elevándose 907 pies (276 m) de altura. Una plataforma de observación en la planta 50, llamada "Prudential Skywalk", es actualmente la plataforma de observación abierta al público más alta de Nueva Inglaterra, ya que la de la John Hancock Tower, que es más alta, ha sido cerrada tras los atentados del 11 de septiembre de 2001. El edificio tiene también un restaurante en la planta 52, llamado Top of the Hub.

## Historia
La construcción de Prudential Tower comenzó en 1960. Tras su finalización en 1964, se convirtió en el edificio más alto del mundo fuera de Nueva York, sobrepasando a la Terminal Tower en Cleveland, Ohio. Superó al John Hancock Building de 1947, visto en la izquierda de la foto. Esto estimuló a la aseguradora rival a construir John Hancock Tower, completada en 1975, que es ligeramente más alta con 790 pies (241 m).
En la actualidad, la Prudential no se clasifica entre los cincuenta edificios más altos de Estados Unidos en altura arquitectónica. Dentro de Boston, además de la cercana John Hancock Tower, se han construido muchos rascacielos en el distrito financiero desde entonces, incluyendo el  Federal Reserve Bank, de 614 pies (187 m). La Prudential y la John Hancock todavía dominan el skyline de la Back Bay, pero otros edificios altos se han elevado allí desde finales de los años 1990. Quizá el más notable es 111 Huntington Avenue, también parte del Prudential Center.
En los playoffs de 1999, 2003, 2004 y 2007 de la Major League Baseball, los ocupantes del edificio encendieron y apagaron sus luces para deletrear "GO SOX", proporcionando una representación visual para los aficionados de los Boston Red Sox cerca del Fenway Park.
Durante los últimos años, la Prudential Tower ha sido iluminada mediante leds, que tienen la capacidad de crear un brillo cerca de la cima del edificio. La iluminación se usa para ocasiones especiales y eventos benéficos y pueden mantener casi todos los colores, incluyendo el amarillo, rojo, rosa, azul, verde, naranja, dorado, morado y marrón.

### 11 de septiembre de 2001
El plan original de los atentados del 11 de septiembre de 2001 era secuestrar 12 aviones, de los cuales uno iba a impactar en la Prudential Tower. Pero la operación era inabarcable, ya que eran demasiados objetivos, así que se redujeron a 5 los objetivos, y uno de los que se quitó fue la Prudential Tower.

## Opiniones

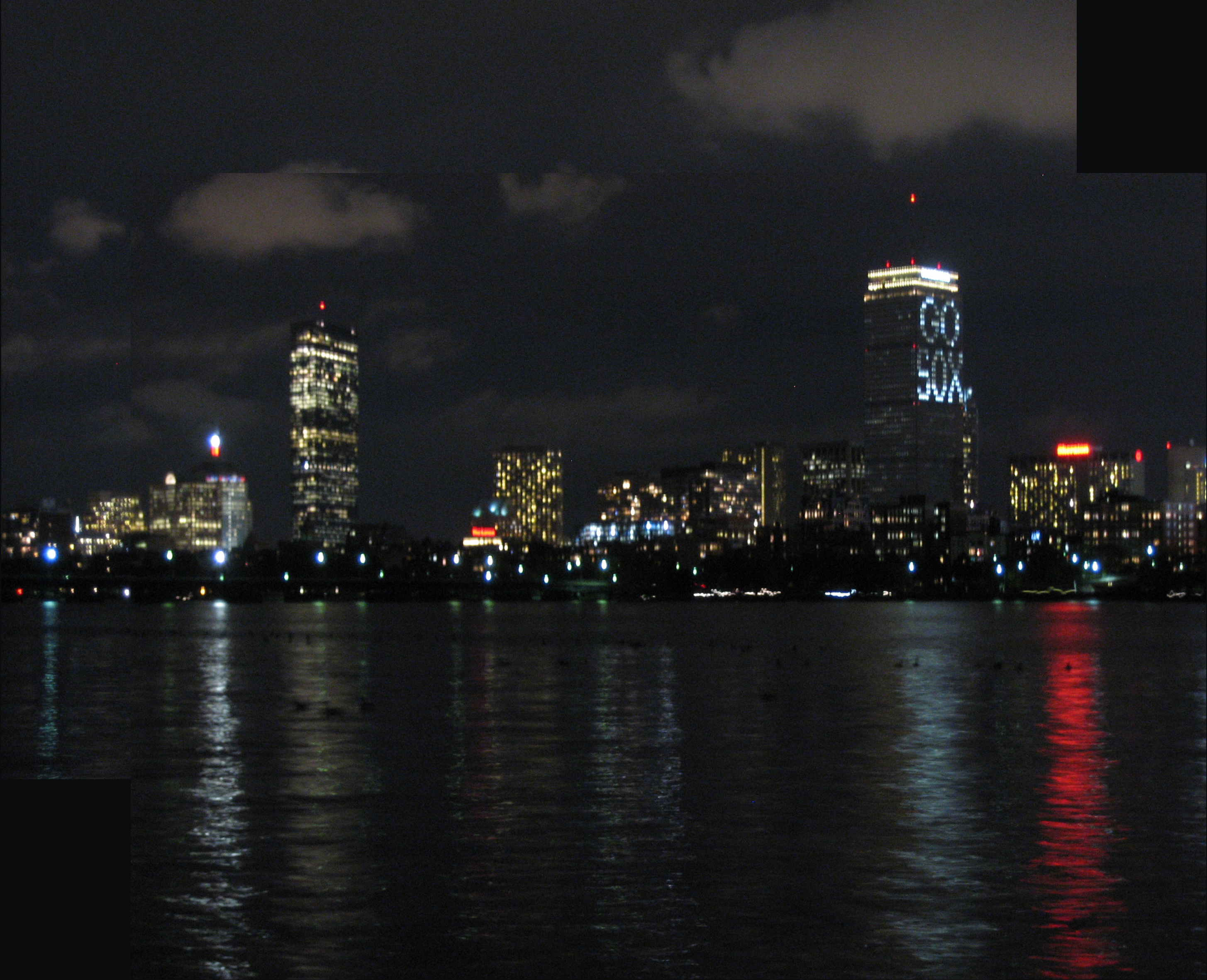
Prudential Tower mostrando el patrón de luces "GO SOX" en apoyo de los Boston Red Sox

Cuando fue construida, la Prudential Tower recibió mayoritariamente críticas arquitectónicas positivas. El New York Times lo llamó «el escaparate del nuevo Boston [representando] la agonía y el éxtasis de una ciudad intentando elevarse por encima de la sordidez de su pasado reciente». Pero Ada Louise Huxtable lo llamó «una torre ostentosa de 52 plantas de cristal y aluminio ... parte de un grupo megalómano sobre-escalado escandalosamente no relacionado con el tamaño, estándares y estilo de la ciudad. Es el modelo de un hábil promotor caído en un espacio de renovación urbana en cualquier ciudad de Estados Unidos —un ejemplo de manual de asesinato del carácter urbano». El escritor de arquitectura Donlyn Lyndon lo llamó «un eje cuadrado vigorosamente feo que ofende el skyline de Boston más que cualquier otra estructura». En 1990, el crítico de arquitectura del Boston Globe Robert Campbell comentó: «El Prudential Center ha sido el símbolo del mal diseño en Boston por tanto tiempo que lo echaríamos de menos si desapareciera». Se ha bromeado que la Prudential Tower es «la caja en la que llegó Hancock Tower».[cita requerida]

## Propiedad

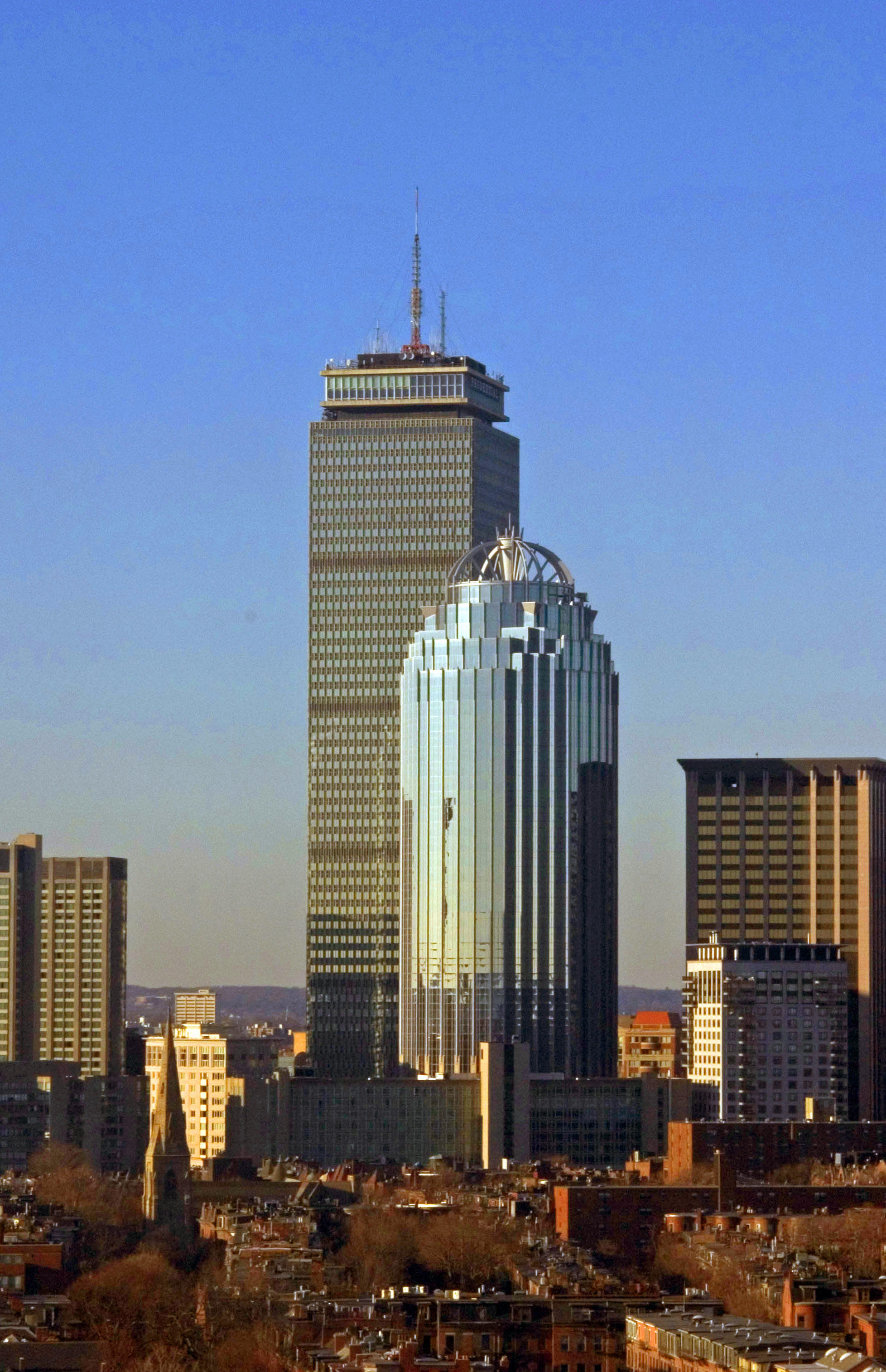
La Prudential Tower detrás de 111 Huntington Avenue, vista desde el South End

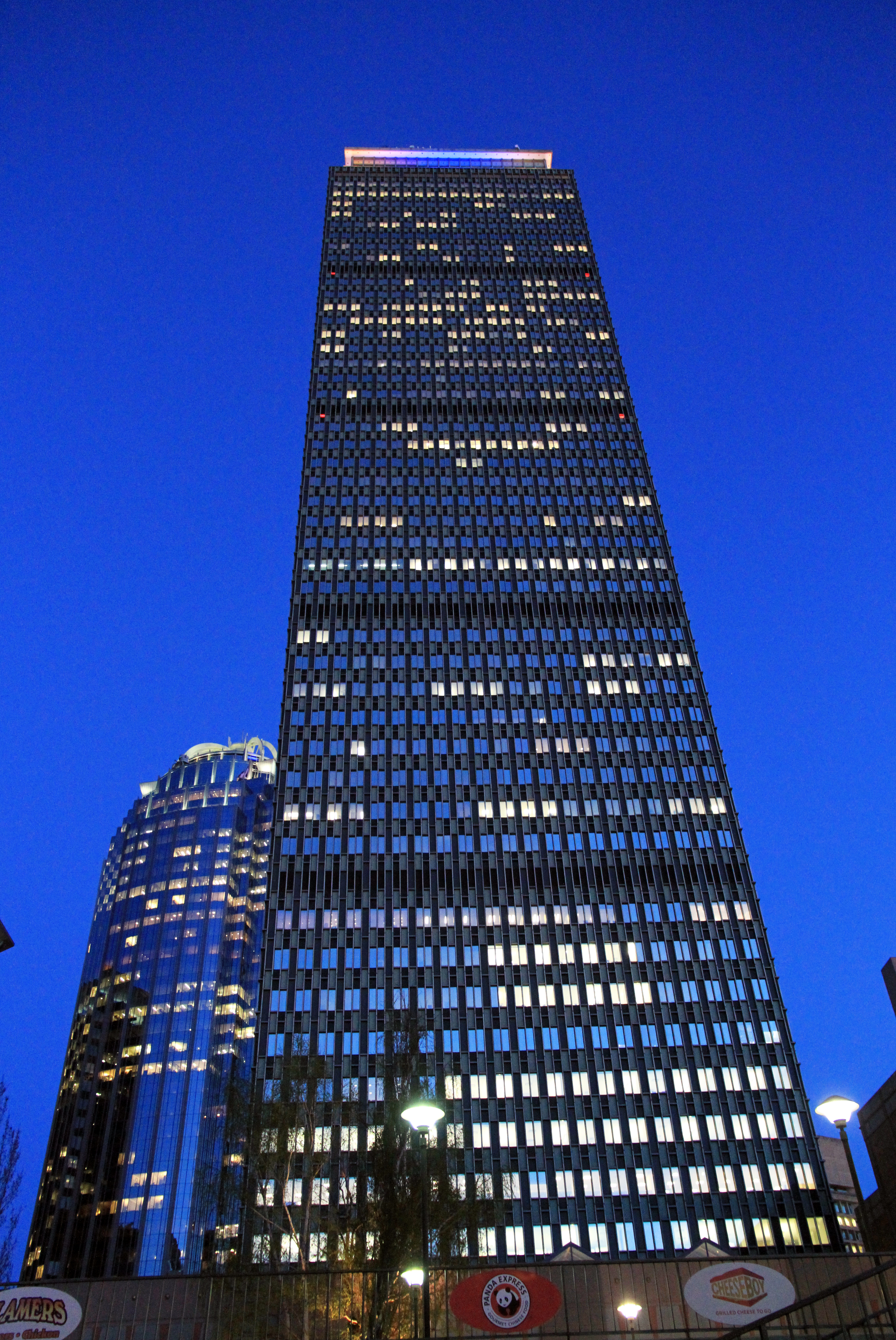
Prudential Center

El Prudential Center es actualmente propiedad de Boston Properties. El edificio es uno de los varios Prudential Centers construidos en Estados Unidos (como la torre de Chicago) construidos como inversiones de capital por Prudential Financial (antiguamente, The Prudential Insurance Company of America). Precediendo a la desmutualización de Prudential Financial, Prudential vendió muchos de sus bienes inmuebles, por ejemplo, la mayoría de sus derechos aéreos en Times Square, y el Prudential Center en Boston, para poner dinero en el balance de la empresa. El 40% del espacio albegaba The Gillette Company, ahora parte de Procter & Gamble, pero muchas de esas plantas han sido desocupadas. El bufete de abogados de Boston Ropes & Gray se trasladó a muchas de estas plantas, incluyendo desde la 37 hasta la 49, en otoño de 2010. Otros importantes inquilinos incluyen Partners HealthCare, Club Monaco y Accenture. El edificio fue vendido a Boston Properties. Sin embargo, el entonces jefe de marketing global de Prudential Financial, y nativo de Boston, Michael Hines, sugirió que el contrato de bienes inmuebles continuara solo con la condición de que Prudential mantuviera los derechos de nombre y letreros para el Prudential Center y la Prudential Tower. Los derechos de señalización son muy limitados en Boston, y los de Prudential son adquiridos. Las otras señales retroiluminadas importantes permitidas por encima de 100 pies (30 m) incluyen los signos de The Colonnade Hotel, Boston, State Street Bank, Sheraton, y Citgo Sign. Usando negociaciones similares, Prudential mantuvo dos importantes signos en Times Square.

## Emisiones de radio
El principal mástil del techo soporta dos antenas de FM, y una antenna de televisión de montaje superior usada previamente por WBPX. La antena más alta, manufacturada por Electronics Research, Inc. (ERI), sirve WZLX 100.7, WBMX 104.1, WMJX 106.7, y WXKS-FM 107.9. La antena más baja fue instalada a finales de los años 90, también por ERI, y sirve WBOS 92.9, WTKK 96.9, y WROR 105.7. Cada una de las estaciones FM trasmiten con aproximadamente 22.000 vatios de ERP y en HD Radio. La azotea tiene también una torre más pequeña con antenas de espera para todos los emisores de FM.

## Prudential Center

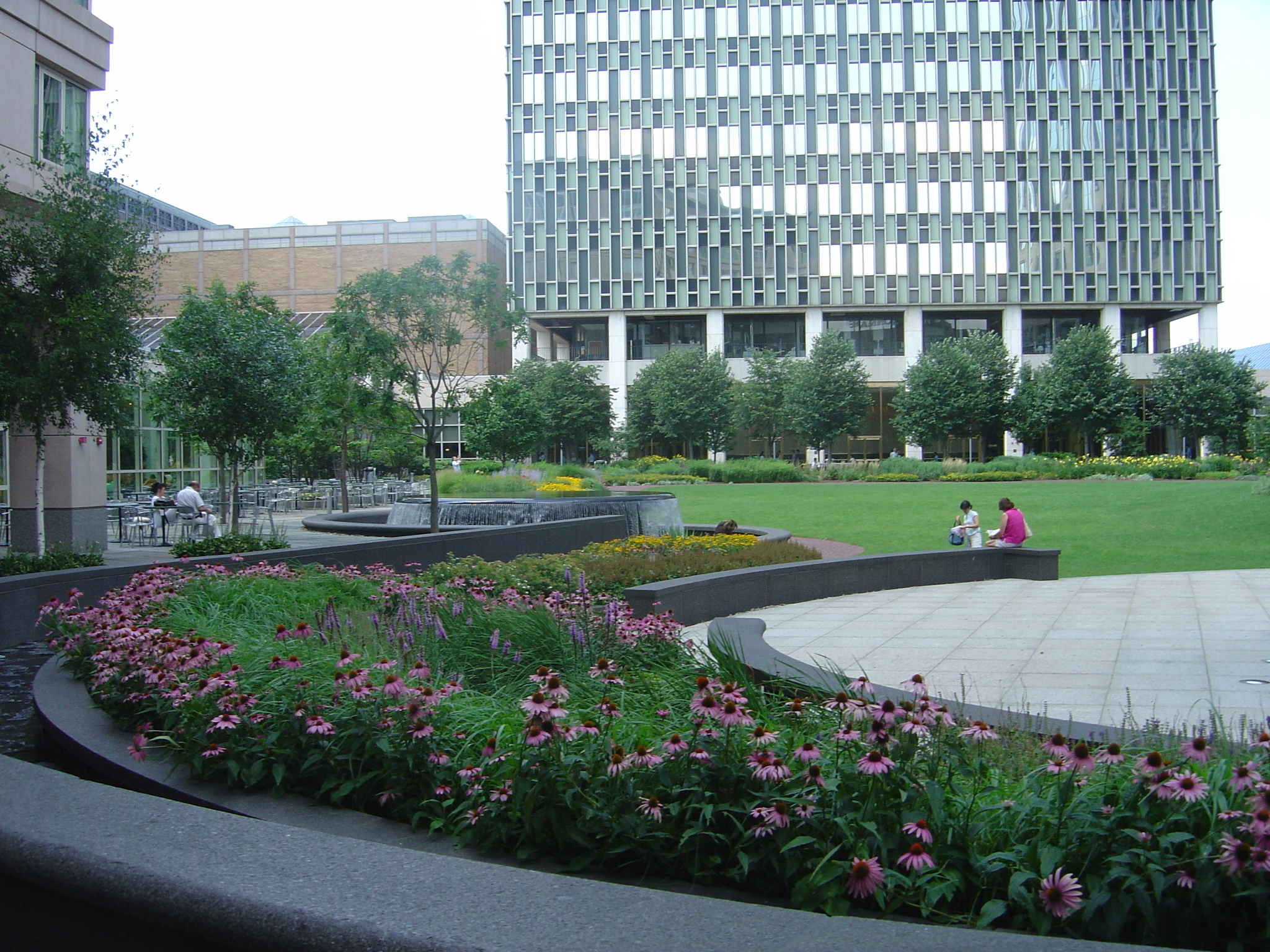
El patio de Prudential Center en junio de 2006

El Prudential Center, situado en 23 acres (93 077,8 m²), está situado en el barrio de Back Bay en el 800 de Boylston Street y alberga un centro comercial de 495 229 pie cuadrado (46 008 m²), Shops at Prudential Center, en la base. Conocido por los locales como "the Pru," está bordeado por las calles Belvedere, Dalton, Boylston, y Exeter, junto con Huntington Avenue. Antes del proyecto de Prudential, la parcela era una subestación del Boston and Albany Railroad. En 1965, parte de las negociaciones para la extensión de Massachusetts Turnpike incluía la construcción de una carretera debajo de partes del complejo Prudential. The Prudential tiene todavía su propia (hacia el este solo) salida del turnpike por esta razón.
El nuevo rascacielos en 111 Huntington Avenue fue completado en 2002, directamente cruzando la calle desde The Colonnade Hotel, en el 120 de Huntington Avenue. La tercera torre del Prudential Center es 101 Huntington Avenue; con solo 25 plantas, es eclipsada por las otras dos.
El Hynes Convention Center está conectado al complejo, que combinados eran considerados el primer proyecto de uso mixto de Nueva Inglaterra y concedido el Premio del Urban Land Institute al Mejor Proyecto de Uso Mixto en 2006. By the fall of 2007 another major development was completed along Boylston Street at the Prudential Center complex: the Mandarin Oriental, Boston hotel.
El complejo tiene conexiones directas internas a dos paradas MBTA, Prudential y Back Bay. Prudential está situado en el lado de Huntington Avenue directamente fuera del Colonnade Hotel, y es la primera estación de la Green Line "E" Branch después de su división de la línea principal en Copley Square. Back Bay es una parada en la Orange Line y es accessible al complejo mediante el centro comercial Copley Place, al cual está unido mediante un pasadizo elevado por encima de Huntington Avenue. Back Bay es también servida por Amtrak, incluyendo el tren de alta velocidad Acela. Esto significa que es posible viajar desde la plataforma de observación de Prudential Tower hasta la parte superior del MetLife Building en Nueva York sin salir al exterior (caminando a través del centro comercial hacia la Back Bay Station, subiendo a Amtrak hacia Penn Station en Nueva York, y tomando el metro a Grand Central Terminal).
Además, el Prudential Center sirve como uno de los tres locales de partida para el Boston Duck Tours, una atracción turística popular de la ciudad.

## Lista de inquilinos
- Ropes & Gray, 17 plantas, mayoritariamente por encima de la 26, recepción en la 48.
- Partners HealthCare, varias plantas; la oficina central está en la planta 10
- SAS, planta 22
- Robins, Kaplan, Miller & Ciresi, L.L.P., planta 25
- Posternak, Blankstein & Lund LLP, plantas 32-33
- St. Francis Chapel, planta baja del complejo Prudential Center
- NStar
- Rapid7

## Apariciones en los medios
La aparición más notable de la Prudential Tower en una película fu en la de Disney de 2007 Underdog. Puede ser visto junto con 111 Huntington Avenue y John Hancock Tower cuando Underdog vuela sobre la ciudad de Boston.
La torre puede ser vista también junto con 111 Huntington Avenue y John Hancock Tower en las tomas de apertura y cierre de la mayoría de noticias de NECN.